# منصورة كنين (حسيني)
منصورة كنين (بالفارسية: منصوره کنین) هي منطقة سكنية تقع في إيران في محافظة خوزستان. يقدر عدد سكانها بـ 125 نسمة بحسب إحصاء 2016.